# Torino Porta Susa
A Torino Porta Susa egy vasúti pályaudvar Torinóban, Olaszországban a Torino–Milánó-vasútvonalon.

## Története
Az eredeti állomás 1854-ben nyílt meg, majd 2009-ben bezárták, hogy felújítsák, és egy modern, földalatti vasútállomássá alakítsák. Az új állomás 2011-ben nyitotta meg kapuit.Az építkezés folyamatos, a tervek szerint ugyanis Porta Susa lesz Torino első számú pályaudvara.

## Vasútvonalak
- Torino–Milánó-vasútvonal
- Torinói metró Line M1

## Célállomások
- Nagysebességű járat (TGV) Párizs - Chambéry - Torino - Milánó
- Nagysebességű járat (Frecciarossa) Torino – Milánó – Bologna – Firenze – Róma
- Nagysebességű járat (Frecciarossa) Torino – Milánó – Bologna – Reggio Emilia – Firenze – Róma – Nápoly – Salerno
- Nagysebességű járat (Italo) Torino - Milánó - Bologna - Reggio Emilia - Firenze - Róma - Nápoly - Salerno
- Nagysebességű járat (Frecciabianca) Torino - Milánó - Brescia - Verona - Vicenza - Padova - Velence - Trieste
- Éjszakai járat (Intercity Notte) Torino - Milánó - Parma - Róma - Nápoly - Salerno
- Éjszakai járat (Intercity Notte) Torino - Milánó - Parma - Reggio Emilia - Firenze - Róma - Salerno - Lamezia Terme - Reggio di Calabria
- Expressz járat (Regionale Veloce) Torino - Chivasso – Vercelli – Novara – Milánó
- Regionális járat (Treno regionale) Torino - Chivasso - Ivrea
- Regionális járat (Treno regionale) Torino – Asti – Alessandria – Ronco – Genova
- Turin Metropolitan járat (SFM1) Rivarolo - Torino - Chieri
- Turin Metropolitan járat (SFM2) Pinerolo - Torino - Chivasso
- Turin Metropolitan járat (SFM4) Torino - Bra
- Turin Metropolitan járat (SFM6) Torino - Asti
- Turin Metropolitan járat (SFM7) Fossano - Torino